# 高須力
高須 力（たかす つとむ、1978年 -）は日本の写真家。 東京都出身。2002年より独学でスポーツ写真を始め、2006年にフリーランスとなる。サッカーを中心に様々な競技を撮影。JCII主催水谷塾3期生。

## 略歴・人物
- 1978年 - 東京都に生まれる。
- 2001年 - 出版社に入社。[1]
- 2006年 - フリーランス

## 著書

### 写真集
- 浅田真央公式写真集 MAO/徳間書店（2010年　ISBN 4198628939
- 寺川綾公式フォトエッセイ 夢を泳ぐ。/徳間書店（2012年）ISBN 9784198634247

## 写真展
- 高須力 報道写真展「THE AMBIENCE OF SPORTS 2008-2012 一瞬の恵み」（2013年）
- 高須力 写真展：THE AMBIENCE OF SPORTS ～スポーツの雰囲気～（2008年）[2]。

## 出演
- ノバルティスファーマ　/ザジテン　CM　（2012年）[3]